# Arthur Dölitzsch
Arthur Ottomar Olympius Dölitzsch (* 15. April 1819 in Altenburg; † 14. Februar 1900 ebenda) war ein deutscher Jurist und Politiker.

## Leben
Als Sohn eines späteren Stadtkirchners und Musiklehrers geboren, studierte Dölitzsch nach dem Besuch des Altenburger Gymnasiums Rechtswissenschaften in Jena und Leipzig. Während seines Studiums wurde er 1840 Mitglied der Burschenschaft Arminia auf dem Burgkeller. Nach seinem Examen 1843 wurde er 1844 Notar und 1846 Advokat in Altenburg. Er war auch als Publizist tätig. Während der Revolution von 1848/49 war er in Altenburg gemeinsam mit Hans Alfred Erbe und Adolph Douai tätig. Von 1848 bis 1853 war er Redakteur des Altenburger Volksblattes, während der Revolution 1848/49 Redakteur des Altenburger Märzvereinsblattes. Von 1848 bis 1850 war er als republikanischer Abgeordneter im Sachsen-Altenburger Landtag, wo er auch als Redakteur der Altenburger Landtagsblätter tätig war. Er war auch Abgeordneter im Altenburger Revolutionslandtag. Er wurde zum letzten Altenburger Bürgergarde-Kommandanten gewählt. Später wurde er Mitglied der Deutsch-Freisinnigen Partei. Er wurde Geheimer Justizrat.